# Victor De Bornschlegel
Victor De Bornschlegel né le 14 juin 1820 à Sierck-les-Bains et mort le 29 janvier 1893 à Paris est un peintre français.

## Biographie
Jean Pierre Victor De Bornschlegel est le fils de Nicolas De Bornschlegel, percepteur, et de Jeanne Émilie Payen.
Elève de Nicolas-Toussaint Charlet et de Laurent-Charles Maréchal, il débute au Salon de 1842 et obtient une médaille de 3e classe en 1847.
En 1872, il épouse Françoise Antoinette Théoxène Mottin, les peintres Louis Jacquesson de la Chevreuse et Léon Olivié sont témoins du mariage.
Il meurt le 29 janvier 1893 à son domicile parisien de la rue Fabert.

## Œuvres
- Le Puy-en-Velay, musée Crozatier : Portrait de J.P. Clair, vers 1851, pastel[5].
- musée des Beaux-Arts de Nice[6].